# Chrysopogon
Chrysopogon és un gènere de plantes de la família de les poàcies, ordre de les poals, subclasse de les commelínides, classe de les liliòpsides, divisió dels magnoliofitins.

## Algunes espècies
- Chrysopogon aciculatus (Retz.) Trin.
- Chrysopogon aucheri (Boiss.) Stapf
- Chrysopogon gryllus (L.) Trin.
- Chrysopogon hackelii (Hook.f.) C.E.C.Fisch.
- Chrysopogon nodulibarbis (Steud.) Henr.
- Chrysopogon serrulatus Trin.
- Chrysopogon zizanioides (L.) Roberty – Vetiver (Índia)